# Museum für Zeitgenössische Kunst Taipeh

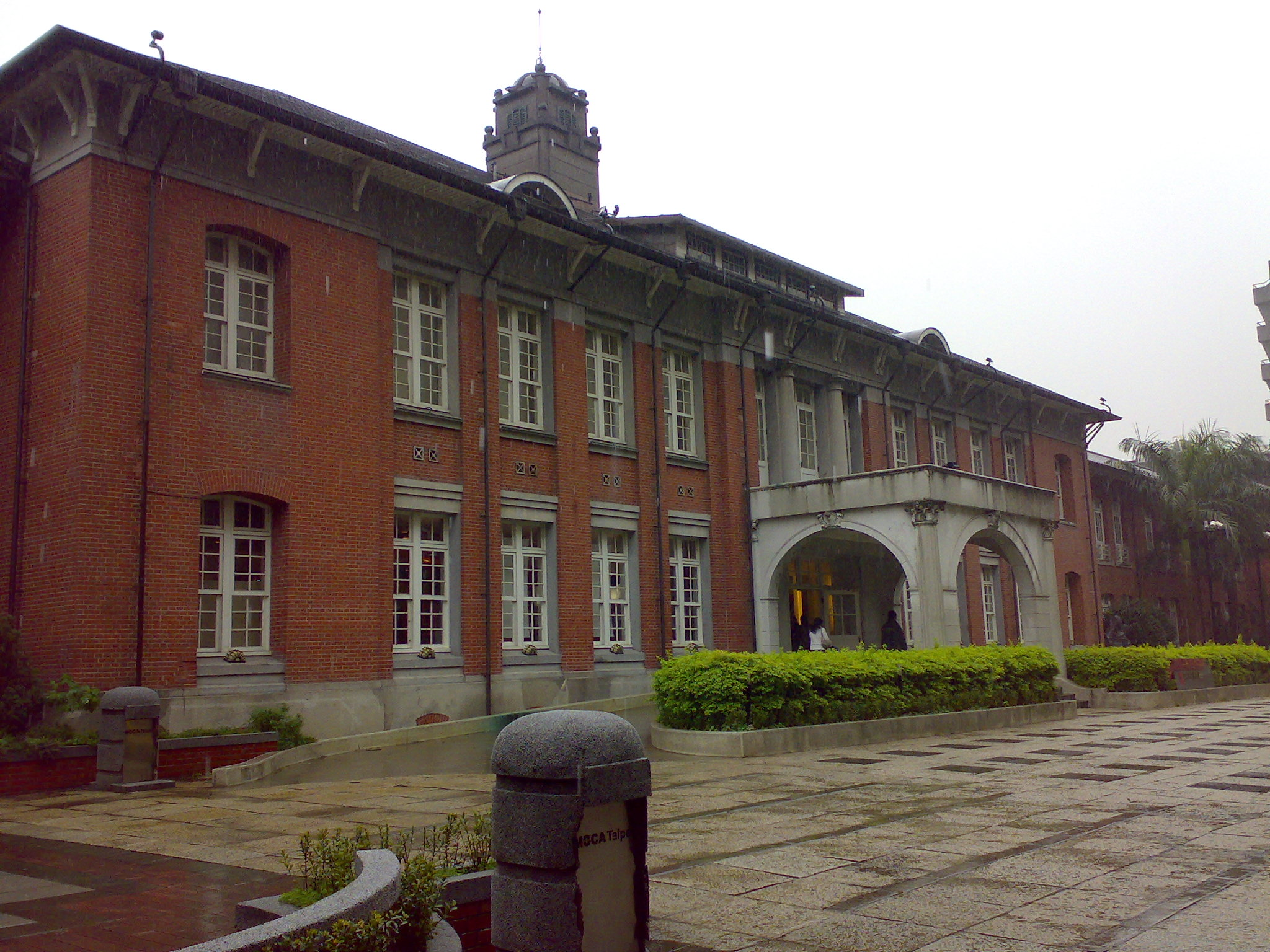
MZKT Taipeh

Das Museum für Zeitgenössische Kunst Taipeh oder kurz MZKT (chinesisch 台北當代藝術館, Pinyin Táiběi Dāngdài Yìshùguǎn; englisch Museum of Contemporary Art Taipei (MOCA)) befindet sich in Taipeh, Taiwan.
Es zeigt wechselnde nationale und internationale Ausstellungen zeitgenössischer Kunst, Malerei, Skulpturen und Medienkunst. Nach diversen Umbauten wurde es am 26. Mai 2001 eröffnet; verwaltet wird es von der ebenfalls 2001 gegründeten Stiftung für Zeitgenössische Kunst.

## Das Gebäude
Das zweistöckige, symmetrisch angeordnete Gebäude mit einem zentralen Glockenturm stammt aus der japanischen Kolonialzeit. Als Schule konzipiert, wurde 1920 mit den Bauarbeiten nach einem Entwurf von Kondo Joro begonnen. Bis zum Jahr 1946 beherbergte das Gebäude die Jiancheng-Grundschule, danach wurde es von der Stadtverwaltung Taipehs genutzt. Erst 1993 wurde die Stadtverwaltung unter Bürgermeister Huang Ta-Chou an einen anderen Ort verlegt und beschlossen, nach umfangreichen Umbauarbeiten sowohl die Jiancheng-Mittelschule als auch ein Kunstmuseum in dem Komplex unterzubringen.